# European Challenge Cup 2008-2009
La European Challenge Cup 2008-09 (in inglese 2008-09 European Challenge Cup; in francese Challenge européen 2008-09) fu la 13ª edizione della European Challenge Cup, competizione per club di rugby a 15 organizzata da European Rugby Cup come torneo cadetto della Heineken Cup.
Si tenne dal 9 ottobre 2008 al 22 maggio 2009 tra 20 squadre provenienti da 6 federazioni (Francia, Inghilterra, Irlanda, Italia, Romania e Spagna).
Il torneo fu vinto dal Northampton, che nella finale di Londra batté 15-3 i francesi del Bourgoin-Jallieu al termine di una partita senza mete, nervosa e frammentata, costellata da un'ammonizione per parte e un'espulsione a carico della squadra dell'Isère.
Gli inglesi guadagnarono anche la promozione nella Heineken Cup successiva.

## Formula
La formula del torneo, fissata nel 2005 con il ritorno alla fase a gironi, prevedeva che le 20 squadre fossero divise in 5 gironi da quattro squadre ciascuno.
In ognuno di tali gironi ogni squadra dovette affrontare in gara di andata e ritorno tutti gli altri avversari.
Passarono ai quarti di finale la prima classificata di ciascuno dei cinque gruppi più le migliori seconde in ordine di punteggio.
Le migliori otto accedettero ai quarti di finale, e le vincitrici si affrontarono per le semifinali.
La finale si tenne al Twickenham Stoop Stadium di Londra, in Inghilterra.

## Squadre partecipanti
| Girone 1                                                                            | Girone 2                                                                                       | Girone 3                                                                                        | Girone 4                                                                            | Girone 5                                                                                   |
| ----------------------------------------------------------------------------------- | ---------------------------------------------------------------------------------------------- | ----------------------------------------------------------------------------------------------- | ----------------------------------------------------------------------------------- | ------------------------------------------------------------------------------------------ |
| - Dax (Francia) - London Irish (Inghilterra) - Connacht (Irlanda) - Rovigo (Italia) | - Montpellier (Francia) - Tolone (Francia) - Bristol (Inghilterra) - Northampton (Inghilterra) | - Bourgoin-Jallieu (Francia) - Worcester (Inghilterra) - Petrarca (Italia) - Bucarest (Romania) | - Brive (Francia) - Newcastle (Inghilterra) - Parma (Italia) - El Salvador (Spagna) | - Bayonne (Francia) - Mont-de-Marsan (Francia) - Saracens (Inghilterra) - Viadana (Italia) |

## Fase a gironi

### Girone A
|            | Incontri girone 1       |       |
| ---------- | ----------------------- | ----- |
| 10-10-2008 | Dax — Connacht          | 12-30 |
| 11-10-2008 | London Irish — Rovigo   | 78-3  |
| 17-10-2008 | Connacht — London Irish | 10-27 |
| 18-10-2008 | Rovigo — Dax            | 24-11 |
| 5-12-2008  | Dax — London Irish      | 0-38  |
| 6-12-2008  | Rovigo — Connacht       | 20-35 |
| 11-12-2008 | London Irish — Dax      | 59-7  |
| 12-12-2008 | Connacht — Rovigo       | 30-3  |
| 16-1-2009  | Dax — Rovigo            | 22-20 |
| 17-1-2009  | London Irish — Connacht | 75-5  |
| 23-1-2009  | Connacht — Dax          | 49-3  |
| 24-1-2009  | Rovigo — London Irish   | 9-23  |

#### Classifica
| Pos | Squadra      | G | V | N | P | PF  | PS  | P±   | BP | PT |
| --- | ------------ | - | - | - | - | --- | --- | ---- | -- | -- |
| A1  | London Irish | 6 | 6 | 0 | 0 | 300 | 34  | 266  | 5  | 29 |
| A2  | Connacht     | 6 | 4 | 0 | 2 | 159 | 140 | 19   | 3  | 19 |
| A3  | Rovigo       | 6 | 1 | 0 | 5 | 79  | 199 | −120 | 1  | 5  |
| A4  | Dax          | 6 | 1 | 0 | 5 | 55  | 220 | −165 | 0  | 4  |

### Girone B
|            | Incontri girone 2         |       |
| ---------- | ------------------------- | ----- |
| 9-10-2008  | Tolone — Northampton      | 3-56  |
| 10-10-2008 | Montpellier — Bristol     | 33-15 |
| 17-10-2008 | Bristol — Tolone          | 39-11 |
| 18-10-2008 | Northampton — Montpellier | 51-7  |
| 4-12-2008  | Montpellier — Tolone      | 14-10 |
| 6-12-2008  | Northampton — Bristol     | 66-3  |
| 13-12-2008 | Tolone — Montpellier      | 30-9  |
| 14-12-2008 | Bristol — Northampton     | 21-25 |
| 15-1-2009  | Montpellier — Northampton | 24-28 |
| 16-1-2009  | Tolone — Bristol          | 19-37 |
| 24-1-2009  | Northampton — Tolone      | 52-11 |
| 25-1-2009  | Bristol — Montpellier     | 25-14 |

#### Classifica
| Pos | Squadra     | G | V | N | P | PF  | PS  | P±   | BP | PT |
| --- | ----------- | - | - | - | - | --- | --- | ---- | -- | -- |
| B1  | Northampton | 6 | 6 | 0 | 0 | 278 | 69  | 209  | 5  | 29 |
| B2  | Bristol     | 6 | 3 | 0 | 3 | 140 | 168 | −28  | 2  | 14 |
| B3  | Montpellier | 6 | 2 | 0 | 4 | 101 | 159 | −58  | 1  | 9  |
| B4  | Tolone      | 6 | 1 | 0 | 5 | 84  | 207 | −123 | 1  | 5  |

### Girone C
|            | Incontri girone 3            |       |
| ---------- | ---------------------------- | ----- |
| 9-10-2008  | Petrarca — Worcester         | 6-55  |
| 10-10-2008 | Bucarest — Bourgoin-Jallieu  | 10-21 |
| 17-10-2008 | Bourgoin-Jallieu — Petrarca  | 28-29 |
| 18-10-2008 | Bucarest — Worcester         | 17-53 |
| 4-12-2008  | Bourgoin-Jallieu — Worcester | 29-14 |
| 6-12-2008  | Bucarest — Petrarca          | 14-20 |
| 13-12-2008 | Petrarca — Bucarest          | 15-17 |
| 14-12-2008 | Worcester — Bourgoin-Jallieu | 27-6  |
| 15-1-2009  | Petrarca — Bourgoin-Jallieu  | 25-24 |
| 16-1-2009  | Worcester — Bucarest         | 38-19 |
| 24-1-2009  | Bourgoin-Jallieu — Bucarest  | 50-10 |
| 25-1-2009  | Worcester — Petrarca         | 68-17 |

#### Classifica
| Pos | Squadra          | G | V | N | P | PF  | PS  | P±   | BP | PT |
| --- | ---------------- | - | - | - | - | --- | --- | ---- | -- | -- |
| C1  | Worcester        | 6 | 5 | 0 | 1 | 255 | 94  | 161  | 4  | 24 |
| C2  | Bourgoin-Jallieu | 6 | 3 | 0 | 3 | 158 | 115 | 43   | 3  | 15 |
| C3  | Petrarca         | 6 | 3 | 0 | 3 | 112 | 206 | −94  | 1  | 13 |
| C4  | Bucarest         | 6 | 1 | 0 | 5 | 87  | 197 | −110 | 1  | 5  |

### Girone D
|            | Incontri girone 4       |       |
| ---------- | ----------------------- | ----- |
| 11-10-2008 | Newcastle — El Salvador | 63-0  |
| 12-10-2008 | Parma — Brive           | 34-29 |
| 16-10-2008 | Brive — Newcastle       | 36-22 |
| 19-10-2008 | El Salvador — Parma     | 21-59 |
| 5-12-2008  | Brive — El Salvador     | 84-6  |
| 6-12-2008  | Parma — Newcastle       | 14-20 |
| 14-12-2008 | El Salvador — Brive     | 5-55  |
| 14-12-2008 | Newcastle — Parma       | 21-16 |
| 17-1-2009  | Parma — El Salvador     | 29-0  |
| 17-1-2009  | Newcastle — Brive       | 9-10  |
| 22-1-2009  | Brive — Parma           | 29-13 |
| 25-1-2009  | El Salvador — Newcastle | 14-43 |

#### Classifica
| Pos | Squadra     | G | V | N | P | PF  | PS  | P±   | BP | PT |
| --- | ----------- | - | - | - | - | --- | --- | ---- | -- | -- |
| D1  | Brive       | 6 | 5 | 0 | 1 | 243 | 89  | 154  | 4  | 24 |
| D2  | Newcastle   | 6 | 4 | 0 | 2 | 178 | 90  | 88   | 3  | 19 |
| D3  | Parma       | 6 | 3 | 0 | 3 | 165 | 120 | 45   | 4  | 16 |
| D4  | El Salvador | 6 | 0 | 0 | 6 | 46  | 333 | −287 | 0  | 0  |

### Girone E
|            | Incontri girone 4         |       |
| ---------- | ------------------------- | ----- |
| 10-10-2008 | Bayonne — Viadana         | 10-21 |
| 12-10-2008 | Saracens — Mont-de-Marsan | 53-3  |
| 17-10-2008 | Mont-de-Marsan — Bayonne  | 8-26  |
| 18-10-2008 | Viadana — Saracens        | 12-35 |
| 6-12-2008  | Mont-de-Marsan — Viadana  | 15-21 |
| 6-12-2008  | Bayonne — Saracens        | 6-16  |
| 13-12-2008 | Viadana — Mont-de-Marsan  | 25-6  |
| 14-12-2008 | Saracens — Bayonne        | 36-0  |
| 16-1-2009  | Bayonne — Mont-de-Marsan  | 33-19 |
| 18-1-2009  | Saracens — Viadana        | 36-19 |
| 23-1-2009  | Mont-de-Marsan — Saracens | 3-24  |
| 24-1-2009  | Viadana — Bayonne         | 22-24 |

#### Classifica
| Pos | Squadra        | G | V | N | P | PF  | PS  | P±   | BP | PT |
| --- | -------------- | - | - | - | - | --- | --- | ---- | -- | -- |
| E1  | Saracens       | 6 | 6 | 0 | 0 | 200 | 43  | 157  | 2  | 26 |
| E2  | Viadana        | 6 | 3 | 0 | 3 | 120 | 126 | −6   | 1  | 13 |
| E3  | Bayonne        | 6 | 3 | 0 | 3 | 99  | 122 | −23  | 0  | 12 |
| E4  | Mont-de-Marsan | 6 | 0 | 0 | 6 | 54  | 182 | −128 | 1  | 1  |

## Ordine di qualificazione
| Ordine               | Squadra              | Pt                   | Mt                   | Diff                 |
| Vincitrici di girone | Vincitrici di girone | Vincitrici di girone | Vincitrici di girone | Vincitrici di girone |
| -------------------- | -------------------- | -------------------- | -------------------- | -------------------- |
| 1                    | London Irish         | 29                   | 44                   | +266                 |
| 2                    | Northampton          | 29                   | 37                   | +209                 |
| 3                    | Saracens             | 26                   | 20                   | +157                 |
| 4                    | Worcester            | 24                   | 36                   | +161                 |
| 5                    | Brive                | 24                   | 33                   | +154                 |
| Seconde classificate |                      |                      |                      |                      |
| 6                    | Newcastle            | 19                   | 24                   | +88                  |
| 7                    | Connacht             | 19                   | 20                   | +19                  |
| 8                    | Bourgoin-Jallieu     | 15                   | 18                   | +43                  |
| —                    | Bristol              | 14                   | 14                   | -28                  |
| —                    | Viadana              | 13                   | 8                    | -6                   |

## Play-off
|  | Quarti di finale | Quarti di finale | Quarti di finale |                  |                  | Semifinali       | Semifinali | Semifinali |  |  | Finale | Finale | Finale |  |
|  |                  |                  |                  |                  |                  |                  |            |            |  |  |        |        |        |  |
|  | 2                | Northampton      | 42               |                  |                  |                  |            |            |  |  |        |        |        |  |
|  | 2                | Northampton      | 42               |                  |                  |                  |            |            |  |  |        |        |        |  |
|  | 7                | Connacht         | 13               |                  |                  |                  |            |            |  |  |        |        |        |  |
|  | 7                | Connacht         | 13               |                  | Northampton      | Northampton      | 16         |            |  |  |        |        |        |  |
|  |                  |                  |                  |                  | Northampton      | Northampton      | 16         |            |  |  |        |        |        |  |
|  |                  |                  | Saracens         | Saracens         | 13               |                  |            |            |  |  |        |        |        |  |
|  | 3                | Saracens         | Saracens         | Saracens         | 13               | 32               |            |            |  |  |        |        |        |  |
|  | 3                | Saracens         |                  |                  |                  |                  |            |            |  |  |        |        |        |  |
|  | 6                | Newcastle        | 13               |                  |                  |                  |            |            |  |  |        |        |        |  |
|  | 6                | Newcastle        | 13               |                  | Northampton      | Northampton      | 15         |            |  |  |        |        |        |  |
|  |                  |                  |                  |                  |                  |                  |            |            |  |  |        |        |        |  |
|  |                  |                  | Bourgoin-Jallieu | Bourgoin-Jallieu | 3                |                  |            |            |  |  |        |        |        |  |
|  | 1                | London Irish     | Bourgoin-Jallieu | Bourgoin-Jallieu | 3                | 30               |            |            |  |  |        |        |        |  |
|  | 1                | London Irish     |                  |                  |                  |                  |            |            |  |  |        |        |        |  |
|  | 8                | Bourgoin-Jallieu | 32               |                  |                  |                  |            |            |  |  |        |        |        |  |
|  | 8                | Bourgoin-Jallieu | 32               |                  | Bourgoin-Jallieu | Bourgoin-Jallieu | 22         |            |  |  |        |        |        |  |
|  |                  |                  |                  |                  | Bourgoin-Jallieu | Bourgoin-Jallieu | 22         |            |  |  |        |        |        |  |
|  |                  |                  | Worcester        | Worcester        | 11               |                  |            |            |  |  |        |        |        |  |
|  | 4                | Worcester        | Worcester        | Worcester        | 11               | 29               |            |            |  |  |        |        |        |  |
|  | 4                | Worcester        |                  |                  |                  |                  |            |            |  |  |        |        |        |  |
|  | 5                | Brive            | 18               |                  |                  |                  |            |            |  |  |        |        |        |  |

### Quarti di finale
| Arbitro: | Peter Allen |

|                                |      |                         |
| Mapusa 56’ S. Armitage 80’     | mt   | 41’ Forest 77’ Nicolas  |
| D. Armitage 56’                | tr   | 41’, 77’ Parra          |
| D. Armitage 10’, 15’, 30’, 40’ | c.p. | 5’, 37’, 60’, 63’ Parra |
| Kennedy 79’                    | drop | 28’, 71’ Boyet          |

| Arbitro: | Peter Fitzgibbon |

|                                         |      |                        |
| Garvey 11’, 70’ Sanderson 22’ Grove 52’ | mt   | 35’, 44’ R. Cooke      |
| M. Jones 11’, 22’, 70’                  | tr   | 44’ Palisson           |
| M. Jones 9’, 51’                        | c.p. | 17’ Goode 66’ Palisson |

| Arbitro: | Romain Poite |

|                                              |      |             |
| N. Best 70’ Ansbro 74’ Reihana 78’ Mayor 80’ | mt   | 52’ Ofisa   |
| Myler 70’ Everitt 78’                        | tr   | 52’ Keatley |
| Myler 16’, 24’, 37’, 45’, 55’, 65’           | c.p. | 19’ Keatley |
|                                              | drop | 29’ Keatley |

| Arbitro: | Carlo Damasco |

|                                 |      |                            |
| C. Johnston 26’ Barritt 31’     | mt   | 59’ D. Williams 80’ Dowson |
| Jackson 26’, 31’                | tr   |                            |
| Jackson 17’, 25’, 54’, 63’, 70’ | c.p. | 10’ May                    |
| Jackson 39’                     | drop |                            |

### Semifinali
| Arbitro: | Romain Poite |

|               |      |                 |
| Reihana 30’   | mt   | 73’ Penney      |
| Myler 30’     | tr   | 73’ Jackson     |
| Myler 7’, 13’ | c.p. | 5’, 52’ Jackson |
| Myler 76’     | drop |                 |

| Arbitro: | Peter Fitzgibbons |

|                          |      |  |
| C.J. Basson 62’          | mt   |  |
| Parra 62’                | tr   |  |
| Parra 10’, 44’, 50’, 56’ | c.p. |  |
| Boyet 59’                | drop |  |

### Finale
| Arbitro: | George Clancy |

| |              | |
| Myler 9’, 20’, 38’, 48’, 69’ | c.p.         | 33’ Parra |
| · Foden · Diggin · 69’ Clarke · Downey · Reihana (c) · 77’ Myler · 62’ Dickson · 70’ Tonga’uiha · 76’ Hartley · Murray · 38’ I. Fernández Lobbe · 70’ Kruger · 33-43’ N. Best · Gray · Easter | Formazioni   | · A. Forest · Coetzee · Viazzo 79’ · David · Coux 51’ · Boyet · Parra 36-46’ 73’ · Tchougong Kamga · Genevois 54’ 57’ 74’ · Wihongi 65’ · Levast · C.J. Basson 48’ · Frier · Jooste · Labrit 57’ |
| · 38’ Lawes · 62’ Dickens · 69’ Ansbro · 70’ Day · 70’ T. Smith · 76’ Sharman · 77’ Everitt                                                                                                   | Sostituzioni | · Nicolas 48’ · Denos 51’ · Vigneaux 54’ · Cardinali 65’ · M. Forest 73’ · Laloo 79’ |
| Jim Mallinder | Allenatori   | Xavier Péméja |